# Heinz Lüdi
Heinz Lüdi (* 8. Oktober 1958) ist ein ehemaliger Schweizer Fussballspieler.
Der ehemals auf der Position des Abwehrspielers einsetzbare Lüdi begann seine Karriere im Jahr 1976 beim FC Grenchen. Im Jahr 1977 schloss er sich dem FC Zürich an, bei dem er den Grossteil seiner Karriere verbrachte.
Mit Zürich gewann er in der Saison 1980/81 die Schweizer Meisterschaft und erreichte im selben Jahr den Final des Schweizer Cups. Das Spiel ging jedoch mit 3:4 nach Verlängerung gegen den FC Lausanne-Sport verloren. Sein grösster persönlicher Erfolg gelang ihm im Jahr 1981, als er mit 72 Stimmen zum Schweizer Fussballer des Jahres gewählt wurde. Für die Saison 1988/89 stand Lüdi bei Neuchâtel Xamax unter Vertrag, von 1989 bis 1991 bestritt er beim FC Baden seine letzten Pflichtspiele.
Für die Schweizer Fussballnationalmannschaft wurde er im Jahr 1979 erstmals in einem Punktspiel eingesetzt. In den folgenden Jahren gehörte er zum Stammkader und brachte es bis 1985 auf 42 Länderspiele für die Schweiz sowie einen Torerfolg.

## Erfolge
- Schweizer Meister (mit dem FC Zürich): 1980/81